# Emil Soravuo
Emil Soravuo (né le 28 mars 1997 à Espoo) est un gymnaste artistique finlandais.

## Carrière
Il remporte la médaille d’or au sol lors des Jeux européens de 2019.
Aux Championnats du monde de gymnastique artistique 2021, il est médaillé de bronze au sol.